# آنا مينينديث
آنا مينينديث (بالإنجليزية: Ana Menéndez)‏ (1970)؛ صحفية، كاتِبة وروائية أمريكية. درست في جامعة فلوريدا الدولية.